# Bosman (Polska)
Bosman (bsm.) – wojskowy stopień podoficerski w Marynarce Wojennej i Jednostce Wojskowej Formoza, odpowiadający (spośród Sił Zbrojnych Rzeczypospolitej Polskiej) sierżantowi w Wojskach Lądowych, Siłach Powietrznych i Wojskach Specjalnych (z wyłączeniem JWF). Jego odpowiedniki znajdują się także w marynarkach wojennych innych państw.

## Geneza
Bosman jest najstarszym podoficerskim tytułem stosowanym na okrętach. Z języka angielskiego boatswain (skrótowiec bosun) oznaczał kierującego pracą na łodzi. W Polsce termin bosman pojawił się w XVI wieku. Podobnie jak w innych marynarkach wojennych dotyczył osoby, która wykonywała rozkazy kapitana lub oficera i zajmowała się utrzymaniem porządku, konserwacją urządzeń, stawianiem żagli oraz wykonywaniem pozostałych prac pokładowych na okręcie. Z czasem, podobnie jak i inne tytuły bosman przekształcił się w stopień wojskowy.

## Użycie
Stopień bosmana powstał w Polsce w 1921, wraz z pozostałymi pierwszymi stopniami wojskowymi w Marynarce Wojennej. Wcześniej, od 1918 używano zapożyczonego z Wojsk Lądowych stopnia sierżanta marynarki. W latach 1921–1997 bosman znajdował się w hierarchii przed bosmanmatem, a za starszym bosmanem. Od 1997 pomiędzy bosmanmatem a bosmanem znajdował się stopień starszego bosmanmata. Przez cały czas istnienia bosman jest odpowiednikiem sierżanta.
W Siłach Zbrojnych PRL należał do grupy podoficerów starszych.
Stopień wojskowy bosmana jest zaszeregowany dla grupy uposażenia nr 5, a w kodzie NATO określony jest (wraz z bosmanmatem) jako OR-05.